# Garden Grove (Iowa)
Pour les articles homonymes, voir Garden Grove.
Garden Grove est une ville du comté de Decatur, en Iowa, aux États-Unis. Elle est incorporée le 14 novembre 1879.